# ライフデザイン・カバヤ
ライフデザイン・カバヤ株式会社（英: Life Design KABAYA, Inc.）は、岡山県岡山市北区に本社を置く日本の住宅メーカーで、カバヤ・オハヨーグループに属する。

## 概要
岡山県岡山市に本社を置き、木造注文住宅の販売を中心に行っている。日本カバヤ・オハヨーホールディングスに属しており、グループ会社にはオハヨー乳業株式会社などがある。
2020年度、全国注文系ビルダー企業年間売上高ランキングにおいて全国第10位を記録。2020年度から2023年度低層住宅着工棟数において中国ブロック4年連続1位を記録。岡山県内においては、2016年度から2023年度の岡山県低層住宅着工棟数で8年連続1位、2021年度においては広島県住宅着工棟数1位を記録している。
新築注文住宅事業では、4ブランドを展開。日本初、睡眠健康サイクルに特化された高級木造注文住宅を販売するグランヅ事業部、メーカーとしてのエス・バイ・エルの家を販売すると共にオリジナルの2×4も販売するエス・バイ・エル・カバヤ事業部、オリジナル金物を使用し低価格を実現したカバヤホーム事業部がある。
2017年4月3日『エス・バイ・エル・カバヤ株式会社』から『ライフデザイン・カバヤ株式会社』に社名変更。社名には『住宅を販売するだけでなく、一人ひとりのお客様に寄り添い、より豊かなライフデザインを提供していく』との思いが込められており、三つの輪からなるロゴマークは『人の和』『暮らしの和』『自然の和』を意味している。

## 沿革
- 1972年（昭和47年）12月1日 - 岡山市下石井において、カバヤ食品株式会社と小堀住研株式会社によって、出資率カバヤ75％、小堀25％とする。資本金3,000万円をもってカバヤ小堀住研株式会社設立。
- 1973年（昭和48年）- 本社社屋・ショールーム完成。RSKハウジングプラザにモデルハウス2棟開設。岡山市浦安・岡山市関で建売分譲開始。
- 1974年（昭和49年）-住件ホーム「桂大屋根」発売。
- 1976年（昭和51年）-「新桂」シリーズ発売。
- 1977年（昭和52年）-岡山市内尾に初の中規模団地となる「内尾団地」45区画を開発・分譲開始。
- 1980年（昭和55年）-岡山市海岸通に「かえで団地」76区画を開発。「新桂SE-1」発売。
- 1981年（昭和56年）-倉敷市に「天城かえで団地」第1期55区画を開発・分譲開始。
- 1982年（昭和57年）-創立10周年を迎える。国家プロジェクトにより開発された木質系工業規格住宅「<ハウス55>」が建設省・通産省の許可を得て発売開始。倉敷市笹沖に「倉敷ハートタウン展示場」開設。「<ハウス55>FXブラウン」シリーズ発売。
- 1983年（昭和58年）- 本社を岡山市西島田町に移転開設。
- 1984年（昭和59年）-「<ハウス55>FXグレイッシュ」シリーズ発売。
- 1985年（昭和60年）-RSKハウジングプラザに「新桂フリー」を再開設。倉敷市に「天城かえで団地」第2期77区画分譲開始。「<ハウス55>和風」シリーズ発売。
- 1986年（昭和61年）-「<ハウス55>システムフリー」シリーズ発売。受注棟数72棟。
- 1987年（昭和62年）-「<ハウス55>」スリーサム」シリーズ発売。受注棟数141棟。
- 1988年（昭和63年）-倉敷ハートタウン展示場に「<ハウス55>ライブリー」開設。
- 1989年（平成元年）-「<ハウス55>TX・SX」シリーズ発売。
- 1990年（平成2年）- エス・バイ・エル・カバヤ株式会社へ社名変更。
- 1991年（平成3年）-笠岡市に「笠岡展示場」開設。「RSKハウジングプラザ展示場」建て替え。「<ハウス55>GX」シリーズ発売。
- 1992年（平成4年）-創立20周年を迎える。岡山市青江に「ハウジングスクエア青江展示場」開設。「<ハウス55>GX」グッドデザイン商品に選定。「<ハウス55>FXⅡ」発売。受注棟数212棟。
- 1993年（平成5年）-笠岡市大井に「笠岡展示場」移転開設。
- 1995年（平成7年）-岡山市下に「プレステージ城東展示場」開設。「<ハウス55>HF21」発売。受注棟数302棟。
- 1996年（平成8年）-倉敷市に「プレステージ倉敷展示場」開設。
- 1997年（平成9年）- 資本金を9,000万円に増資、資本比率カバヤ85%、エス・バイ・エル15%に変更。福山営業所開設。津山市に「津山イーストランド住宅公園展示場」開設。福山市に「ふれあいホームタウンみどりまち展示場」開設。玉野市明神町に「玉野展示場」開設。「<ハウス55>発売15周年記念商品「<ハウス55>ネクシス」発売。「オーセント」発売。
- 1999年（平成11年）-倉敷市児島稗田町に「児島展示場」開設。
- 2000年（平成12年）-「ハウジングスクエア青江展示場」建て替え。受注棟数402棟。「RSKハウジングプラザ展示場」「津山イーストランド住宅公園展示場」建て替え。岡山市中仙道に木造住宅事業部事務所を開設。岡山市東川原に「エースホーム岡山東店」開設。福山市神辺町（深安群神辺町）に「神辺展示場」開設。エス・バイ・エル「ニューオーセント」「MINCA.」発売。
- 2001年（平成13年）-倉敷市西中新田に「エースホーム倉敷西店」開設。エス・バイ・エル「Sum@i21」ネット住宅発売。エースホーム「Xest」発売。
- 2002年（平成14年）-創立30周年を迎える。プレステージ倉敷住宅公園展示場」建替え。本社内に「エースホーム岡山中央店」開設。エス・バイ・エル「<ハウス55>Laxia」「SIMPLE＆MODERN」発売。エースホーム「Canto」発売。
- 2003年（平成15年）-30周年記念特集号アンサンブルの発行。倉敷市児島稗田町に「児島展示場」開設。「ふれあいホームタウンみどりまち展示場」建て替え。玉野市明神町に「玉野展示場」開設。エス・バイ・エル「APPLAUSA」発売。
- 2004年（平成16年）-岡山市中仙道に「エースホーム岡山中央店」開設。エースホーム「NOON」「ISAI」発売。
- 2005年（平成17年）-岡山市中仙道に「木造住宅事業部」事務所を開設。「RSKハウジングプラザ住宅展示場」「津山イーストランド住宅公園展示場」建て替え。岡山市東川原に「エースホーム岡山東店」開設。福山市神辺町に「ふれあいホームタウンかんなべ展示場」開設。エス・バイ・エル「ニューオーセント」「Minca.」発売。エースホーム「Andy」発売。受注棟数402棟。
- 2006年（平成18年）-倉敷市児島下の町に「児島展示場」開設。倉敷市西中新田に「エースホーム倉敷西店」開設。倉敷市酒津に「ハウジングモール倉敷展示場」開設。エス・バイ・エル「家族の休日」発売。「プレステージ倉敷住宅公園展示場」閉鎖。
- 2007年（平成19年）- 本社を岡山市中仙道に移転。（三宅商事という衣料品卸売り業者が倒産して潰れた後に配送センターとして使用してた建物が売りビルとなって、このビルにエスバイエルカバヤが移転してきたという経緯。）総社市中央に「総社展示場」開設。玉野市長尾に「玉野展示場」開設。「ハウジングスクエア青江展示場」リニューアル。倉敷市玉島に「エースホーム玉島店」開設。岡山市海岸通に「エースホーム岡山南店（Canto）」「エースホーム岡山南店（Andy）」2棟開設。プレステージ城東展示場リニューアル。年間売上高100億円達成。受注棟数469棟。
- 2008年（平成20年）-倉敷市児島小川町に「児島展示場」移転開設。福山市神辺町に「フレスポ神辺」移転開設。「エースホーム倉敷西店」リニューアル。エス・バイ・エル「光風」発売。エースホーム「Andy touch」発売。
- 2009年（平成21年）-倉敷市水島に「エースホーム水島店」開設。「ハウジングスクエア青江展示場」リニューアル。ネット住宅販売支援システム「ネットdeすまい」開始、「カバヤホーム」誕生。カバヤホーム「emo」「Inte」「Alulu」「sumika」「IKOI」「salae」発売。
- 2010年（平成22年）-玉野市長尾に「玉野展示場」移転開設。岡山市北区中仙道に「リフォームショールーム」事務所開設。「岡山東店」リニューアル。エス・バイ・エル「家族謳歌」発売。
- 2011年（平成23年）-福山市南蔵王町に「福山中央展示場」開設。受注棟数484棟。
- 2012年（平成24年）-40周年を迎える。岡山市南区藤田に「山陽新聞岡山住宅展示場」開設。「創立40周年記念お客様大感謝祭」開催。受注棟数562棟。
- 2013年（平成25年）-「岡山中央展示場（カバヤの森）」2棟同時リニューアル。福山市新涯町に「住宅宣言ふくやま展示場」開設。福山市緑町に「ふれあいホームタウンみどりまち展示場」開設。「岡山南展示場」リニューアル。受注棟数645棟。
- 2014年（平成26年）- 岡山市北区中撫川に「RSKハウジングプラザ第二展示場」開設。エス・バイ・エル・カバヤ「匠」発売。カバヤホーム「NATURA」発売。
- 2015年（平成27年）-「岡山南展示場（カバヤの森）」第3展示場開設。カバヤホーム「Tmuro」発売。「岡山南展示場（カバヤの森）」2棟リニューアル。「倉敷中央展示場（カバヤの森）」開設・リニューアル。
- 2016年（平成28年）-4月1日付けで「日本カバヤ・オハヨーホールディングス株式会社」による持株会社制に移行。関連会社のオハヨー乳業、カバヤ食品と共に傘下となる。日本初のCLT住宅展示場「倉敷CLT展示場」開設。「総社展示場」「児島展示場」「プレステージ城東展示場」開設。「岡山東展示場（カバヤの森）」リニューアル。オリジナルツーバイフォー「KABAYA2x4」発売。非住宅建設を専門に扱う「特建事業部」を発足。
- 2017年（平成29年）-支店制度スタート。本社／岡山支店、倉敷支店、福山支店。新ブランドGRANZ（グランヅ）誕生。日本初の睡眠健康サイクルに特化した住宅（スリープファーストハウジング）を開発。ライフデザイン・カバヤに社名変更、尾道市高須町に「尾道展示場」開設。受注棟数765棟。「ふれあいホームタウンかんなべ住宅展示場」「ハウジングモール倉敷展示場」リニューアル。
- 2018年（平成30年）-広島市安佐南区大町西に「広島営業所」開設。福山市南蔵王町に「福山支店」移転開設。津山市上川原に「津山営業所」開設。香川県高松市松縄町に「高松中央展示場（高松営業所併設）」開設。岡山市北区北長瀬表町と福山支店内にインテリアショールーム「REGALO（レガーロ）」開設。CLTパネル工法専用の「構造計算ソフト」「高耐力専用金物」を開発。オリジナルCLTパネル工法「lc-core構法」を開発。社内団体「日本CLT技術研究所」を発足。CLT建築の技術提供を行うフランチャイズチェーンネットワークをスタート。岡山県岡山市北区問屋町に「問屋町テラス住宅展示場」開設。東京都千代田区紀尾井町に「東京オフィス」開設。受注棟数852棟。
- 2019年（平成31年/令和元年）- 広島市西区の総合展示場「ちゅーピー住宅展示場」内に「カバヤホームちゅーピー店」開設。津山営業所の敷地内に「津山中央展示場」開設。インテリアショールーム「REGALO（レガーロ）岡山」移転開設。ベトナムハノイに「ライフデザイン・カバヤ・ベトナム」開設。「RSKハウジングプラザ住宅展示場」「福山中央展示場」リニューアル。兵庫県姫路市城東町の「神戸新聞ハウジングセンター姫路会場」内に「神戸新聞ハウジングセンター姫路展示場（姫路営業所併設）」開設。受注棟数919棟。
- 2020年（令和2年）- WEB販売住宅「KABACO（カバコ）」発売。「広島営業所」・「津山営業所」が「広島支店」・「津山支店」に昇格。CLT戸建住宅商品「THE CLASS│CLT」「LAMI（ラミ）」発売。広島市西区の総合展示場「ふれあいホームタウンマリーナホップ総合住宅展ぷらっと」内に「マリーナホップ総合住宅展示場」開設。受注棟数967棟。
- 2021年（令和3年）- 鳥取県米子市西福原に「米子モデルハウス」開設。沖縄県浦添市勢理客に「沖縄営業所」開設。香川県丸亀市飯野町の「総合住宅展示場　クラシコ丸亀」内に「クラシコ丸亀展示場」開設。兵庫県加古川市野口町の「ABCハウジング加古川住宅公園」内に「ABCハウジング加古川住宅公園展示場」開設。鳥取県米子市皆生新田の「ガリレオテラス皆生新田」内に「皆生モデルハウス」開設。倉敷市玉島乙島に「玉島モデルハウス」開設。福岡市中央区の「KBCマイホーム展ふくおか中央会場」内に「KBCマイホーム展ふくおか展示場（福岡営業所併設）」開設。東京都中央区日本橋に「東京支店」開設。受注棟数1179棟。
- 2022年（令和4年）-「津山イーストランド住宅展示場」リニューアル。「姫路営業所」が「姫路支店」に昇格。建築家の「伊礼智」氏とCLT住宅のコラボ商品を販売開始。広島市西区三篠町に「広島支店」を移転開設。「高松営業所」が「香川支店」に昇格。三原市宮浦に「三原モデルハウス」開設。一般社団法人岡山県木材組合連合会と岡山県の3者で『建築物木材利用促進協定』を締結。新住宅構法「CLTハイブリッド構法」を開発、販売開始。「西粟倉村」と、「西粟倉百年の森林協同組合」と、「エーゼロ株式会社」と、「株式会社西粟倉・森の学校」の5者で「西粟倉村の森林保全と林業活性化に関する協定」を締結。愛媛県松山市鴨川の「愛媛新聞住宅公園パル」内に「愛媛新聞住宅公園パル展示場」開設。プレステージ城東展示場第2展示場を開設。「KABACO toolcustom」販売開始。オーナー向けオンラインストア開始。「福岡営業所」が「福岡支店」昇格。「創立50周年記念お客様大感謝祭」を岡山市北区と福山市御幸町の2会場で開催。福岡県北九州市小倉南区に「KBCマイホーム展小倉展示場」開設。電気の買取「ライフデザイン・カバヤでんき」開始。香川県綾歌郡宇多津町に「香川支店」を移転開設。
- 2023年（令和5年）- 福岡県福岡市博多区博多駅南に「福岡支店」を移転開設。

## 主なブランドと商品

### 新築事業
- GRANZ事業部
- エス・バイ・エル・カバヤ事業部
- KABAYA2x4
- カバヤホーム事業部

### リフォーム事業
- カバヤのリフォーム

### 不動産事業
- カバヤ不動産
- WEB販売住宅「KABACO（カバコ）」

### 非住宅事業
- 特建事業部

### フランチャイズ事業
- 日本CLT技術研究所

## 事業所
- 本社
- 岡山支店
- 津山支店
- 倉敷支店
- 福山支店
- 広島支店
- 東京支店
- 姫路支店
- 香川支店
- 福岡支店
- 沖縄営業所
- ライフデザイン・カバヤ・ベトナム

## 住宅展示場

### グランヅ事業部
- RSKハウジングプラザGRANZ展示場

### エス・バイ・エル・カバヤ事業部
- 山陽新聞岡山住宅展示場
- 問屋町テラス住宅展示場
- 津山イーストランド住宅展示場
- RSKハウジングプラザ展示場
- ハウジングモール倉敷展示場
- 住宅宣言ふくやま展示場
- ふれあいホームタウンかんなべ展示場
- 尾道展示場
- 東広島ハウジングフェア展示場

### カバヤホーム事業部
- 岡山中央展示場
- 岡山東展示場
- 岡山南展示場
- プレステージ城東展示場
- 神戸新聞ハウジングセンター姫路展示場
- ABCハウジング加古川住宅公園展示場
- 津山中央展示場
- 倉敷中央展示場
- 倉敷CLT展示場
- 水島展示場
- 総社展示場
- 児島展示場
- 高松中央展示場
- クラシコ丸亀展示場
- 福山中央展示場
- ふれあいホームタウンみどりまち展示場
- ちゅーピー住宅展示場
- マリーナホップ総合住宅展示場
- 皆生モデルハウス
- 玉島モデルハウス
- KBCマイホーム展ふくおか展示場
- 三原モデルハウス

## スポンサー
- Jリーグ・ファジアーノ岡山のユニフォームスポンサーを務める。2008年と2009年は、ユニフォームスポンサーを務めた。

| 年度 | 掲出箇所 |
| 2008 | パンツ   |
| 2009 | パンツ   |

## CM

### CM出演者

#### 齋藤茉日
- 2017年4月～　社名変更編
- 2017年7月～　お父さんが建てた家に住みたいなっ編
- 2018年11月～ 旅立ち編

#### 福田メイコ
- 2020年10月～　つくし保育園編
- 2021年10月～　アツイふたり篇
- 2022年8月～　森篇・暮らし篇